# Cottingham (East Riding of Yorkshire)
Cottingham – wieś w północno-wschodniej Anglii, w hrabstwie ceremonialnym East Riding of Yorkshire i dystrykcie administracyjnym o tej samej nazwie. Leży 7 km na północny zachód od miasta Kingston upon Hull i 254 km na północ od Londynu. W 2001 miejscowość liczyła 17 263 mieszkańców.